# シンクル寛造
シンクル 寛造（シンクル かんぞう、SCHINCKEL Kanzo、1999年8月20日 - ）は、ジャパンラグビーリーグワン三菱重工相模原ダイナボアーズに所属するラグビー選手。

## プロフィール
- 北海道出身[1]。
- ポジションはプロップ(PR)。
- 身長 187 cm、体重 125 kg
- 父はニュージーランド人で母は日本人[2]。

## 略歴
2019年、札幌山の手高校卒業後、流通経済大学に入学。なお札幌山の手高校時代、高校日本代表に選ばれたことがある。
2022年、流通経済大学ラグビー部の副将に就任。
2023年1月、アーリーエントリーで三菱重工相模原ダイナボアーズに加入。同年3月、流通経済大学卒業。同年12月16日に行われたJAPAN RUGBY LEAGUE ONE第2節リコーブラックラムズ東京戦にて途中出場でリーグワン公式戦初出場を果たした。